# Bocheniec (wzgórze)
Bocheniec - wzgórze o wysokości 394 m n.p.m. na terenie Jadownik w gminie Brzesko.  Na wzgórze Bocheniec prowadzi czerwony szlak z Brzeska do Gosprzydowej i fragment Drogi św. Jakuba, którym można dojść z Brzeska lub od strony Dębna. Na wzgórzu znajduje się grodzisko z związane z państwem Wiślan datowane na IX/X w., pozostały po nim wały o wysokości 4 m i długości 18 m.
Kościółek gotycki pw. św. Anny został zbudowany na wzgórzu Bocheniec, na terenie dawnego grodziska przed 1596 r. Fundatorem był sędzia krakowski G. Lubowiecki. Kościół jest jednonawowy, o kwadratowej nawie, z prezbiterium zamkniętym trójbocznie. Dach ma dwuspadowy z barokową wieżyczką na sygnaturkę. Wnętrze kościoła wyposażone jest m.in. w rokokowy ołtarz z XVIII w. z obrazem Adoracji Krzyża Świętego przez św. Annę Samotrzeć, dwa barokowo-klasycystyczne ołtarze boczne z pierwszej połowy XIX w., rokokowo-klasycystyczną ambonę i rokokowe organy z XVIII/XIX w., barokowy krucyfiks z XVIII w. i Stacje Męki Pańskiej z XIX w.
W październiku 2023 została otwarta na Bocheńcu wieża widokowa o wysokości 24 m.